# Willye White
Willye White, född 31 december 1939 i Money i Mississippi, död 6 februari 2007 i Chicago, var en amerikansk friidrottare.
White blev olympisk silvermedaljör i längdhopp vid sommarspelen 1956 i Melbourne.